# Anton Diabelli
Anton Diabelli, född 5 september 1781, död 8 april 1858, var en österrikisk tonsättare och musikförläggare. Under sin levnad var han mest känd som förläggare, idag mer känd som tonsättare av den vals, över vilken Beethoven skrev sina berömda trettiotre Diabelli-variationer.
Diabelli föddes i Mattsee nära Salzburg. Han utbildade sig till präst, men studerade också musik för Michael Haydn. Han flyttade till Wien för att undervisa i piano och klassisk gitarr innan han blev kompanjon med Pietro Cappi och tillsammans med denne grundade ett musikförlag 1818.
Firman Cappi & Diabelli, som 1824 blev Diabelli & Co., blev berömd för att de gav ut populära stycken i enkla arrangemang så att de kunde spelas i hemmen. Inom den mer seriösa musiken blev förlaget känt för att vara först med att publicera Franz Schuberts musik.
Diabelli komponerade många egna verk, bland annat en opera, Adam in der Klemme, flera mässor och sånger och ett stort antal stycken för piano och klassisk gitarr. Bland dessa finns verk för fyrhändigt piano, vilket var populärt bland amatörpianister.

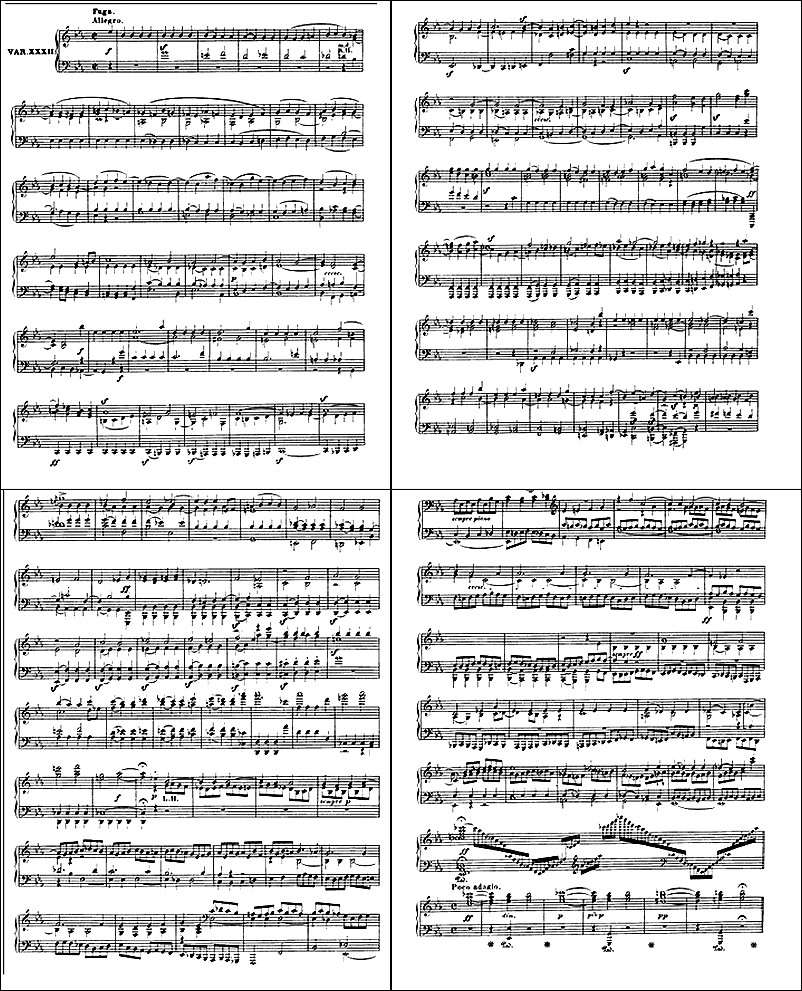
Beethovens diabelli-variation nr. 32.

Den komposition som Diabelli nu är mest känd för skrevs som en del av ett förlagsprojekt. 1819 beslutade han att på försök publicera en bok med variationer över en vals som han skrivit särskilt för det här ändamålet, med en variation av varje betydelsefull österrikisk tonsättare vid den här tiden, liksom flera betydande icke österrikare. De samlade bidragen skulle ges ut i en antologi kallad Vaterländischer Künstlerverein. Femtioen tonsättare deltog med bidrag och bland dessa fanns Beethoven, Schubert, Carl Czerny, Johann Nepomuk Hummel, Ignaz Moscheles, Franz Xaver Wolfgang Mozart, Friedrich Wilhelm Kalkbrenner, Anselm Hüttenbrenner och den åttaårige Franz Liszt (det tycks dock inte som om Liszt bjudits in själv utan hans lärare Czerny ordnade så att han fick vara med). Czerny var också ombedd att skriva en coda. Dock levererade Beethoven inte en variation utan 33 och dessa kom att utgöra del I av Vaterländischer Künstlerverein. Dessa utgör vad som ofta betraktas som Beethovens bästa pianomusik och den bästa variationssviten från den här tiden. De kallas numera bara Diabelli-variationerna, op. 120. De övriga variationerna publicerades som del II av Vaterländischer Künstlerverein.
Diabellis förlag växte hela tiden under hans tid. Han pensionerade sig 1851 och lämnade rörelsen till Carl Anton Spina. När Diabelli dog 1858 fortsatte Spina att driva företaget och publicerade mycket musik av Johann Strauss d.y. och Josef Strauss. 1872 togs företaget över av Friedrich Schreiber och 1876 slogs det samman med August Cranz, som köpte förlaget 1879 och drev det under sitt eget namn.